# George Lillo
George Lillo (London, 1691. február 4. – London, 1739. szeptember 3.) angol tragédiaíró.
Lillo Londonban született, egy ékszerész fiaként, és az apja szakmáját tanulta ki. 1730-ban bukkant fel első drámájával (Silvia, or the Country Burial), ami John Gay Koldusoperáját utánozta. Nem volt elsöprő siker, de a következő évben A londoni kereskedővel (The London Merchant, or the History of George Barnwell, 1731) beérkezett; a darab odahaza és külföldön is nagy siker volt. Haláláig még öt darabot írt: két blank verse-ben íródott tragédiát, egy történelmi tragédiát, egy álarcos darabot; Shakespeare Periclesét és az ismeretlen eredetű Fevershami Ardent (Arden of Feversham) átdolgozta.
Lillo darabjainak a témája volt az eredeti: a Londoni kereskedő polgári dráma, a Fatal Curiosity (1736) a szereplői a legszegényebb osztály tagjai. Lillot néha szentimentálisnak is nevezik; a Londoni kereskedő egynéhány jelenete tényleg egy kicsit érzelgős. De Lillo elsősorban moralista: a tragédia, arra ad alkalmat neki, hogy a bűn következményeit bemutassa.
Műveit már régen nem adták ki összegyűjtve: A londoni kereskedőt és a Fatal Curiosityt-t szokták alkalmanként kiadni, legutóbb 1965-ben, William H. McBurney utószavával.

## Művei
- Szilvia (Silvia), 1730
- A londoni kereskedő (The Merchant of London), 1731
- Fevershami Arden (Arden of Feversham), 1733
- Britannia és Batávia (Britannia and Batavia), 1734
- A keresztény hős (The Christian Hero), 1735
- Végzetes kíváncsiság (Fatal Curiosity), 1736
- Marina, 1738
- Elmerick, vagy az igazság diadala (Elmerick, or Justice Triumphant), 1739